# YBC6時です
『YBC6時です』（ワイビーシーろくじです、略称：Y6（ワイろく））は、1976年10月4日から1983年4月1日まで山形放送（YBCテレビ）で放送されていた情報番組・報道番組である。
当項では、1983年4月4日から1984年3月30日まで同局で放送されていた『YBCワイド60』（ワイビーシーワイドろくじゅう）についても扱う。

## 概要
山形放送は山形県内地域情報を積極的に放送するため、1976年4月からこの番組を毎週月曜 - 金曜 18:00 - 18:30 (JST) に放送開始。山形新聞提供のニュースもこの番組内に10分間内包していたが、ニュースワイドという体裁ではなく県内の様々な文化・季節の話題、地域情報を率先的に提供していた。
その後、1983年4月の改編で放送時間を17:30からの1時間枠に拡大し、タイトルも前述の『YBCワイド60』に変更されたが、それからわずか1クールで45分枠に縮小し、ニュース枠を新番組『YBCニュースToday』（18:15 - 18:30）へ移動させた。なお、タイトルを『YBCワイド60』に変更した後は、小中学生参加の情報コーナー「ジュニア放送局 君にVキュン」を新設した。
さらに1984年3月にこの『ニュースToday』が18時からの開始に変更された新シリーズ『YBC6:00きょうのニュース』（ちなみにその後の18:30からのNNN全国ニュース番組もタイトルは『NNN6:30きょうのニュース』だった）となったため、前述の「ジュニア放送局 君にVキュン」のコーナーは独立化。『YBCジュニア放送局 君にVキュン』を1984年4月に改めて立ち上げるが、1年で終了。以来夕方情報番組は空白地帯となり、このYBC6時ですから9年間続いた県内情報番組は幕を引いた。
| YBCテレビ（NNN） 17時30分 - 18時枠                             | YBCテレビ（NNN） 17時30分 - 18時枠                  | YBCテレビ（NNN） 17時30分 - 18時枠         |
| 前番組                                                         | 番組名                                              | 次番組                                     |
| -------------------------------------------------------------- | --------------------------------------------------- | ------------------------------------------ |
| アニメ本放送枠 （日本テレビ系列・テレビ朝日系列・TBS系列など） | YBCワイド60 （1983年4月 - 1984年3月）               | YBCジュニア放送局 君にVキュン              |
| YBCテレビ (NNN) 18時 - 18時30分枠                              |                                                     |                                            |
| アニメ本放送枠 （日本テレビ系列・テレビ朝日系列・TBS系列など） | YBC6時です ↓ YBCワイド60 （1976年10月 - 1984年3月） | 17:30 - YBCワイド60 18:15-YBCニュースToday |
| YBCテレビ 平日夕方の情報番組                                   |                                                     |                                            |
| -----                                                          | YBC6時です ↓ YBCワイド60 （1976年10月 - 1984年3月） | YBCジュニア放送局 君にVキュン              |